# Sammanslutningen av medvetet arbetsskygga element

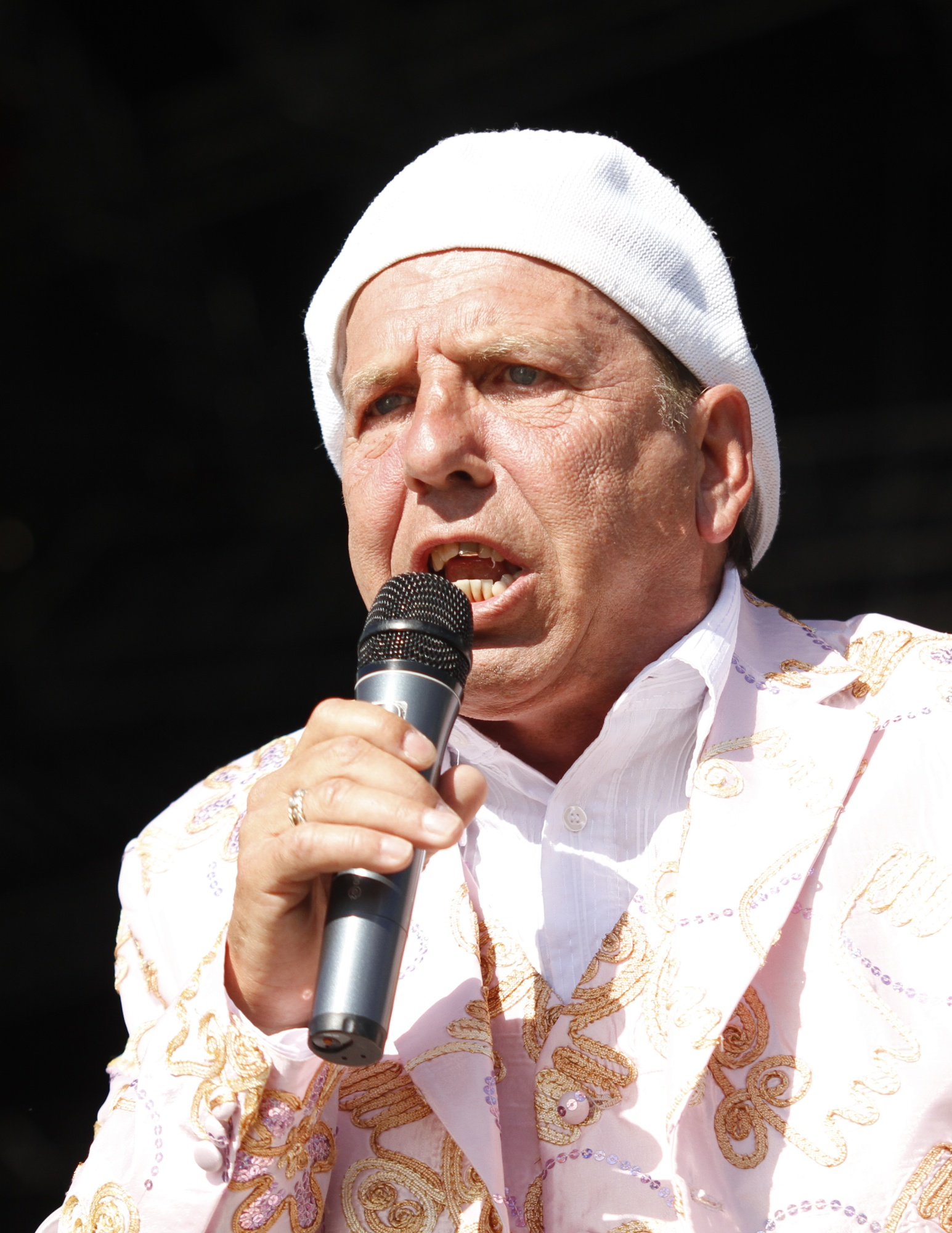
Jacob Haugaard: dansk komiker, skådespelare och politiker.

Sammanslutningen av medvetet arbetsskygga element (Sammenslutningen af Bevidst Arbejdssky Elementer, SABAE) är en dansk förening, som bildades 1979 i marxistiska och anarkistiska kretsar i Århus.
Bland föreningens frontfigurer återfanns arbetarhistorikern Carl Heinrich Petersen(da), författaren och spindoktorn Paul Smith, journalisten Frans Novak samt musikern Jacob Haugaard(da).
Den sistnämnde ställde flera gånger upp i folketingsvalet som representant för SABAE, med vallöften som: 
- Mindre sex på lärarrummen
- Medvind på alla danska cykelbanor
- Större julklappar till alla
- Flera valar i Randers Fjord
- Fler renässansmöbler på IKEA
- 8 timmars fritid, 8 timmars vila, 8 timmars sömn

År 1994 valdes han, mycket överraskande in i folketinget, med över 23 000 personvalsröster.
Som tack för väljarstödet bjöd Haugaard på öl och korv i Ridhuset i Århus, finansierat av det partistöd han fick från staten.
Flera av SABAE:s ledande företrädare vände föreningen ryggen efter att Haugaard valts in i folketinget. Jacob Haugaards humor passade inte in i den marxist-anarkistiska retorik som föreningen hållit sig med.
Sedan Jacob Haugaard valet därpå åkte ur folketinget har SABAE haft en mer undanskymd tillvaro, men föreningen har aldrig blivit formellt upplöst. År 2012 uttalade föreningen sitt stöd för den danske mediakändisen Dovne Robert(da) som väckt uppmärksamhet med att återkommande ha sökt och fått försörjningsstöd (da: kontanthjælp).